# کامپیوتر زیستی

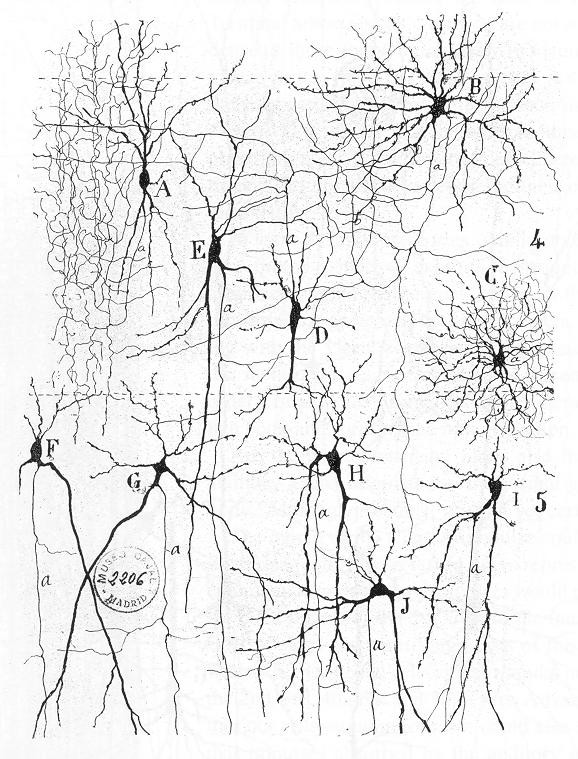
تنوع مورفولوژی‌های عصبی در قشر شنوایی

یک کامپیوتر زیستی یک کامپیوتر ارگانیک است (که می‌تواند به عنوان یک مغز آلی مصنوعی یا یک کامپیوتر عصبی نیز شناخته شود) که از مواد آلی " wetware " مانند نورون‌های "زنده" تشکیل شده است. [1]رایانه‌های زیستی متشکل از نورون‌ها نسبت به رایانه‌های معمولی متفاوت هستند، زیرا از مواد بیولوژیکی استفاده می‌کنند و امکان محاسبات بسیار کارآمدتری را ارائه می‌دهند. در حالی که یک کامپیوتر زیستی هنوز تا حد زیادی مفهومی است، موفقیت محدودی در ساخت و نمونه‌سازی حاصل شده است که به عنوان مدرکی بر کاربرد واقعی این مفهوم در محاسبات در آینده عمل کرده است. قابل توجه‌ترین نمونه‌های اولیه از تحقیقات تکمیل شده توسط مهندس زیست‌شناسی ویلیام دیتو در زمان او در موسسه فناوری جورجیا نشات گرفته است. کار او در ساخت یک کامپیوتر عصبی ساده که قادر به جمع کردن اولیه از نورون‌های زالو در سال ۱۹۹۹ بود، یک کشف مهم برای این مفهوم بود. این تحقیق نمونه اولیه ای بود که باعث علاقه به ایجاد این مغزهای مصنوعی اما هنوز ارگانیک شد.

## بررسی اجمالی
مفهوم اجزای زنده یک برنامه کاربردی مورد علاقه خاص در زمینه تولید کامپیوتر است. قانون مور، که بیان می‌کند تعداد ترانزیستورهایی که می‌توان روی یک تراشه سیلیکونی قرار داد تقریباً هر دو سال یکبار دو برابر می‌شود، برای دهه‌ها به عنوان یک هدف برای صنعت عمل کرده است، اما از آنجایی که اندازه رایانه‌ها همچنان کاهش می‌یابد، توانایی برآورده شدن این هدف دشوارتر شده است و رسیدن به یک فلات را تهدید می‌کند. با توجه به دشواری کاهش اندازه رایانه‌ها به دلیل محدودیت‌های اندازه ترانزیستورها و مدارهای مجتمع، wetware یک جایگزین غیر متعارف ارائه می‌دهد. یک کامپیوتر زیستی متشکل از نورون‌ها مفهومی ایدئال است، زیرا برخلاف مواد معمولی که به صورت دودویی (روشن/خاموش) کار می‌کنند، یک نورون می‌تواند بین هزاران حالت جابجا شود، ساختار شیمیایی خود را دائماً تغییر داده و پالس‌های الکتریکی را از طریق بیش از ۲۰۰۰۰۰ کانال در هر کانالی هدایت کند. از بسیاری از ارتباطات سیناپسی آن. به دلیل این تفاوت بزرگ در تنظیمات ممکن برای هر نورون، در مقایسه با محدودیت‌های باینری رایانه‌های معمولی، محدودیت‌های فضا بسیار کمتر است.

## پیش زمینه
مفهومwetware متمایز و غیر متعارف است و با سخت‌افزار و نرم‌افزار رایانه‌های معمولی همخوانی کمی دارد. در حالی که سخت‌افزار به عنوان معماری فیزیکی دستگاه‌های محاسباتی سنتی، ساخته شده از مدارهای الکتریکی و صفحات سیلیکونی درک می‌شود، نرم‌افزار معماری رمزگذاری شده ذخیره‌سازی و دستورالعمل‌ها را نشان می‌دهد. Wetware مفهومی جداگانه است که از تشکیل مولکول‌های آلی، عمدتاً ساختارهای پیچیده سلولی (مانند نورون‌ها) برای ایجاد یک دستگاه محاسباتی مانند رایانه استفاده می‌کند. در wetware، ایده‌های سخت‌افزار و نرم‌افزار در هم تنیده و وابسته هستند. ترکیبات مولکولی و شیمیایی ساختار آلی یا بیولوژیکی نه تنها ساختار فیزیکی مرطوب‌افزار را نشان می‌دهد، بلکه نرم‌افزار را نیز نشان می‌دهد، که به‌طور مداوم توسط تغییرات گسسته در پالس‌های الکتریکی و گرادیان‌های غلظت شیمیایی برنامه‌ریزی مجدد می‌شود، زیرا مولکول‌ها ساختار خود را برای برقراری ارتباط سیگنال‌ها تغییر می‌دهند. پاسخگویی یک سلول، پروتئین‌ها و مولکول‌ها به تغییر ساختارها، هم در ساختارشان و هم در اطراف آنها، ایده برنامه‌نویسی داخلی و ساختار خارجی را به گونه‌ای با هم پیوند می‌دهد که با مدل فعلی معماری رایانه‌ای معمولی بیگانه است.
ساختار wetware مدلی را نشان می‌دهد که در آن ساختار خارجی و برنامه‌ریزی داخلی به هم وابسته و یکپارچه هستند. به این معنی که تغییرات در برنامه‌ریزی یا ارتباط داخلی بین مولکول‌های دستگاه نشان‌دهنده تغییر فیزیکی در ساختار است. ماهیت پویای ابزار زیستی از عملکرد ساختارهای سلولی پیچیده در موجودات بیولوژیکی گرفته شده است. ترکیب «سخت‌افزار» و «نرم‌افزار» در یک سیستم پویا و وابسته به هم که از مولکول‌ها و کمپلکس‌های آلی برای ایجاد مدلی غیرمتعارف برای دستگاه‌های محاسباتی استفاده می‌کند، نمونه‌ای خاص از بیوروباتیک کاربردی است.

## سلول به عنوان یک مدل از ابزار زیستی
سلول‌ها را از بسیاری جهات می‌توان به‌عنوان شکل طبیعی مرطوب‌افزار آنها در نظر گرفت، شبیه به این مفهوم که مغز انسان سیستم مدل از قبل موجود برای ابزار زیستی پیچیده است. دنیس بری در کتاب Wetware: A Computer in Every Living Cell (2009) نظریه خود را توضیح می‌دهد که سلول‌ها، که ساده‌ترین شکل زندگی هستند، فقط یک ساختار محاسباتی بسیار پیچیده مانند یک کامپیوتر هستند. برای ساده‌سازی یکی از استدلال‌های او، یک سلول را می‌توان به عنوان یک نوع کامپیوتر با استفاده از معماری ساخت‌یافته‌اش دید. در این معماری، مانند یک کامپیوتر سنتی، بسیاری از اجزای کوچکتر پشت سر هم برای دریافت ورودی، پردازش اطلاعات و محاسبه خروجی کار می‌کنند. در یک تحلیل بسیار ساده و غیر فنی، عملکرد سلولی را می‌توان به اجزای زیر تقسیم کرد: اطلاعات و دستورالعمل‌های اجرا به صورت DNA در سلول ذخیره می‌شوند، RNA به عنوان منبعی برای ورودی رمزگذاری شده مشخص عمل می‌کند، توسط ریبوزوم‌ها و سایر عوامل رونویسی پردازش می‌شود. برای دسترسی و پردازش DNA و تولید پروتئین. استدلال بری به نفع مشاهده سلول‌ها و ساختارهای سلولی به‌عنوان مدل‌هایی از دستگاه‌های محاسباتی طبیعی هنگام در نظر گرفتن تئوری‌های کاربردی‌تر ابزار زیستی برای بیوروباتیک مهم است.

## بیوروباتیک
Wetware و بیوروباتیک مفاهیمی نزدیک به هم هستند که هر دو از اصول کلی مشابه گرفته‌اند. یک ساختار بیوروباتیک را می‌توان به عنوان یک سیستم مدل‌سازی شده از یک مجموعه یا مدل آلی از قبل موجود مانند سلول‌ها (نورون‌ها) یا ساختارهای پیچیده‌تر مانند اندام‌ها (مغز) یا موجودات کامل تعریف کرد. برخلاف wetware، مفهوم بیوروباتیک همیشه سیستمی متشکل از مولکول‌های آلی نیست، بلکه می‌تواند از مواد معمولی تشکیل شده باشد که در ساختاری مشابه یا برگرفته از یک مدل بیولوژیکی طراحی و مونتاژ می‌شوند. بیوروباتیک کاربردهای زیادی دارد و برای مقابله با چالش‌های معماری رایانه‌های مرسوم استفاده می‌شود. از نظر مفهومی، طراحی یک برنامه، ربات یا دستگاه محاسباتی پس از یک مدل بیولوژیکی از قبل موجود مانند یک سلول، یا حتی یک ارگانیسم کامل، مزایای ترکیب کردن مزیت‌های تکاملی مدل در ساختار را برای مهندس یا برنامه‌نویس فراهم می‌کند.

## برنامه‌ها و اهداف

### کامپیوتر عصبی پایه متشکل از نورون‌های زالو
در سال ۱۹۹۹، ویلیام دیتو و تیم پژوهشگرانش در موسسه فناوری جورجیا و دانشگاه اموری، شکلی اولیه از یک کامپیوتر زیستی را ساختند که می‌توان آن را با مهار نورون‌های زالو به سادگی اضافه کرد. زالوها به دلیل اندازه بزرگ نورون آنها و سهولت جمع‌آوری و دستکاری آنها به عنوان ارگانیسم مدل مورد استفاده قرار گرفتند. با این حال، این نتایج هرگز در یک مجله معتبر منتشر نشده است و سؤالاتی را در مورد اعتبار ادعاها ایجاد می‌کند. کامپیوتر قادر بود از طریق کاوشگرهای الکتریکی وارد شده به نورون، افزودن اولیه را تکمیل کند. با این حال، دستکاری جریان‌های الکتریکی از طریق نورون‌ها یک دستاورد بی‌اهمیت نبود. برخلاف معماری معمولی کامپیوتر که مبتنی بر حالت‌های روشن/خاموش باینری است، نورون‌ها می‌توانند در هزاران حالت وجود داشته باشند و از طریق اتصالات سیناپسی که هر کدام شامل بیش از ۲۰۰۰۰۰ کانال است، با یکدیگر ارتباط برقرار کنند. هر یک را می‌توان به صورت پویا در فرآیندی به نام خود سازمان دهی تغییر داد تا پیوسته ارتباطات جدید را شکل داده و اصلاح کند. یک برنامه کامپیوتری معمولی به نام گیره پویا، قادر به خواندن پالس‌های الکتریکی از نورون‌ها در زمان واقعی و تفسیر آنها بود . این برنامه برای دستکاری سیگنال‌های الکتریکی ورودی به نورون‌ها برای نمایش اعداد و برقراری ارتباط با یکدیگر برای برگرداندن مجموع استفاده می‌شود. در حالی که این رایانه یک نمونه بسیار اساسی از ساختار زیستی است، اما نمونه‌ای کوچک با نورون‌های کمتری نسبت به اندام‌های پیچیده‌تر را نشان می‌دهد. دیتو تصور می‌کند که با افزایش تعداد نورون‌های موجود، سیگنال‌های پر هرج و مرج ارسال شده بین آن‌ها در یک الگوی ساختاریافته‌تر، مانند تنظیم نورون‌های قلب به یک ضربان قلب ثابت که در انسان و سایر موجودات زنده وجود دارد، سازماندهی می‌شوند.

### مدل‌های بیولوژیکی برای محاسبات معمولی
دیتو پس از کار خود برای ایجاد یک کامپیوتر پایه از نورون‌های زالو، نه تنها با مولکول‌های آلی و ابزار زیستی، بلکه بر روی مفهوم به‌کارگیری ماهیت آشفته سیستم‌های بیولوژیکی و مولکول‌های آلی در مواد معمولی و گیت منطقی به کار خود ادامه داد. سیستم‌های آشوب دار برای تولید الگوها و محاسبه توابع مرتبه بالاتر مانند حافظه، منطق حسابی و عملیات ورودی/خروجی مزایایی دارند. Ditto در مقاله خود به نام Construction of a Chaotic Computer Chip مزیت‌های برنامه‌نویسی استفاده از سیستم‌های آشفته را با حساسیت بیشتر آنها برای پاسخگویی و پیکربندی مجدد گیت‌های منطقی در تراشه آشفته مفهومی خود مورد بحث قرار می‌دهد. تفاوت اصلی بین یک تراشه کامپیوتری آشفته و یک تراشه کامپیوتری معمولی، پیکربندی مجدد سیستم هرج و مرج است. برخلاف یک تراشه کامپیوتری سنتی، که در آن یک عنصر آرایه قابل برنامه‌ریزی باید از طریق سوئیچینگ بسیاری از گیت‌های منطقی تک منظوره مجدداً پیکربندی شود، یک تراشه آشفته می‌تواند تمام گیت‌های منطقی را از طریق کنترل الگوی تولید شده توسط عنصر هرج و مرج غیر خطی، پیکربندی مجدد کند.

### تأثیر ابزار زیستی در زیست‌شناسی شناختی
زیست‌شناسی شناختی شناخت را به عنوان یک کارکرد زیستی اساسی ارزیابی می‌کند. دبلیو تکومسه فیچ، استاد زیست‌شناسی شناختی در دانشگاه وین، نظریه‌پرداز برجسته در زمینه ایده‌های هدفمندی سلولی است. ایده این است که نه تنها کل ارگانیسم‌ها حس «درباره» قصد بودن را دارند، بلکه سلول‌های منفرد نیز از طریق توانایی سلول‌ها برای سازگاری و سازماندهی مجدد در پاسخ به محرک‌های خاص، حس عمدی را دارند. فیچ ایده نانو قصدی بودن را، به ویژه در رابطه با نورون‌ها، در توانایی آنها برای تنظیم بازآرایی‌ها برای ایجاد شبکه‌های عصبی مورد بحث قرار می‌دهد. او توانایی سلول‌هایی مانند نورون‌ها را برای پاسخ‌دهی مستقل به محرک‌هایی مانند آسیب چیزی که او «عمدیت ذاتی» در سلول‌ها می‌داند بحث می‌کند، توضیح می‌دهد که «در حالی که در سطح بسیار ساده‌تری نسبت به عمدی در سطح شناختی انسان است، من پیشنهاد می‌کنم که ظرفیت اولیه موجودات زنده [واکنش به محرک‌ها] بلوک‌های ساختمانی لازم را برای شناخت و هدفمندی مرتبه بالاتر فراهم می‌کند." فیچ ارزش تحقیقات خود را در زمینه‌های خاصی از علوم رایانه مانند هوش مصنوعی و معماری رایانه توصیف می‌کند. او می‌گوید: «اگر هدف محققی ساختن ماشینی آگاهانه باشد، انجام آن با سوئیچ‌های سفت و سخت (چه لوله‌های خلاء یا تراشه‌های سیلیکونی ساکن) به معنای تأکید کردن روی موضوعی که بی‌ثمر و بدون نتیجه است.» فیچ معتقد است که یکی از جنبه‌های مهم توسعه حوزه‌هایی مانند هوش مصنوعی، ابزار زیستی با قابلیت نانو-عمدتا و مستقل برای انطباق و بازسازی خود است.
در بررسی تحقیقات یادشده انجام شده توسط فیچ، دانیل دنت، استاد دانشگاه تافتس، اهمیت تمایز بین مفهوم سخت‌افزار و نرم‌افزار را هنگام ارزیابی ایده ابزار زیستی و مواد آلی مانند نورون‌ها مورد بحث قرار می‌دهد. دنت ارزش مشاهده مغز انسان را به عنوان یک نمونه از پیش موجود از ابزارهای زیستی مورد بحث قرار می‌دهد. او مغز را دارای «شایستگی یک کامپیوتر سیلیکونی برای ایفای انواع نامحدود نقش‌های شناختی موقت» می‌داند. دنت در برخی زمینه‌ها، مانند رابطه نرم‌افزار/سخت‌افزار در مقابل ابزار زیستی، و توانایی یک دستگاه زیستی، با Fitch مخالف است. دنت اهمیت تحقیقات بیشتر در مورد شناخت انسان را برای درک بهتر مکانیسم‌های ذاتی که مغز انسان می‌تواند توسط آن کار کند، برای ایجاد بهتر یک کامپیوتر ارگانیک، برجسته می‌کند.

## کاربردهای پزشکی
دستگاه‌های مغز روی تراشه ایی ساخته شده‌اند که «با هدف آزمایش و پیش‌بینی اثرات عوامل بیولوژیکی و شیمیایی، بیماری‌ها یا داروهای دارویی بر روی مغز در طول زمان انجام می‌شوند». رایانه‌های زیستی ممکن است برای تحقیق در مورد بیماری‌های مغزی و سلامت/ظرفیت‌های مغز (برای آزمایش درمان‌هایی که مغز را هدف قرار می‌دهند)، برای کشف دارو، برای آزمایش ویرایش‌های ژنوم و تحقیق در مورد پیری مغز مفید باشند.

## مفاهیم اخلاقی و فلسفی
کامپیوترهای زیستی(wetware) ممکن است پیامدهای اخلاقی قابل توجهی داشته باشند، به عنوان مثال مربوط به پتانسیل‌های احتمالی برای احساس و رنج و فن آوری استفاده دوگانه.
علاوه بر این، در برخی موارد، خود مغز انسان ممکن است به عنوان نوعی "wetware" به سایر سیستم‌های فناوری اطلاعات متصل شود که ممکن است پیامدهای اجتماعی و اخلاقی بزرگی نیز داشته باشد، از جمله مسائل مربوط به دسترسی نزدیک به مغز افراد. به عنوان مثال، در سال ۲۰۲۱ شیلی اولین کشوری بود که قانون عصبی را تصویب کرد که حقوق هویت شخصی، اراده آزاد و حریم خصوصی ذهنی را ایجاد می‌کند.
مفهوم حشرات مصنوعی ممکن است سوالات اخلاقی قابل توجهی از جمله سوالات مربوط به کاهش جمعیت حشرات را ایجاد کند.
این یک سؤال باز است که آیا ارگانوئیدهای مغزی انسان می‌توانند درجه یا شکلی از آگاهی را ایجاد کنند. اینکه آیا می‌تواند با حقوق و حدود مرتبط، جایگاه اخلاقی خود را به دست آورد یا چگونه همچنین ممکن است سوالات احتمالی آینده باشد. تحقیقاتی در مورد چگونگی تشخیص هوشیاری وجود دارد. از آنجایی که ارگانوئیدهای مغزی ممکن است عملکرد عصبی مغز مانند انسان را به دست آورند، تجربه ذهنی و آگاهی ممکن است امکان‌پذیر باشد. علاوه بر این، ممکن است این امکان وجود داشته باشد که آنها پس از پیوند به حیوانات، چنین چیزی را به‌دست آورند. مطالعه ای اشاره می‌کند که ممکن است در موارد مختلف، «ایجاد حیوانات خودآگاه با پیوند ارگانوئیدهای مغزی انسان» از نظر اخلاقی مجاز باشد، اما در این مورد، وضعیت اخلاقی چنین حیواناتی باید به دقت مورد توجه قرار گیرد.

## برنامه‌های کاربردی آینده
در حالی که از زمان ماشین‌حساب مبتنی بر نورون که توسط دیتو در دهه ۱۹۹۰ توسعه یافت، پیشرفت‌های کمی در ایجاد یک کامپیوتر ارگانیک وجود داشت، تحقیقات همچنان به پیشبرد این زمینه ادامه می‌دهد و در سال ۲۰۲۳ یک کامپیوتر کارآمد توسط محققان دانشگاه ایلینویز ساخته شد. Urbana-Champaign با استفاده از ۸۰۰۰۰ نورون ماوس به عنوان پردازنده ای که می‌تواند سیگنال‌های نور و الکتریکی را تشخیص دهد. پروژه‌هایی مانند مدل‌سازی مسیرهای آشفته در تراشه‌های سیلیکونی توسط Ditto، اکتشافاتی در راه‌های سازمان‌دهی تراشه‌های سیلیکونی سنتی و ساختار معماری رایانه‌ای برای کارآمد بیشتر و ساختار بهتر انجام داده‌اند. ایده‌های برآمده از حوزه زیست‌شناسی شناختی نیز به ادامه اکتشافات در راه ساختار سیستم‌های هوش مصنوعی، برای تقلید بهتر از سیستم‌های از قبل موجود در انسان کمک می‌کنند.
در یک کامپیوتر قارچی پیشنهادی با استفاده از جنس بازیدیومیست‌ها، اطلاعات توسط اسپایک‌های فعالیت الکتریکی نمایش داده می‌شود، یک محاسبات در یک شبکه میسلیوم اجرا می‌شود، و یک رابط از طریق بدنه‌های میوه محقق می‌شود.
اتصال ارگانوئیدهای مغزی (از جمله مرطوب‌افزارهای کامپیوتری) با سایر بافت‌های عصبی ممکن است در آینده امکان‌پذیر شود، همان‌طور که اتصال نورون‌های مصنوعی فیزیکی (نه لزوماً ارگانیک) و کنترل بافت عضلانی ممکن است. ماژول‌های خارجی بافت بیولوژیکی می‌توانند قطارهای موازی تحریک را به مغز بازگردانند. دستگاه‌های تمام ارگانیک می‌توانند سودمند باشند زیرا می‌توانند زیست‌سازگار باشند که ممکن است به آن‌ها اجازه کاشت در بدن انسان را بدهد. این ممکن است درمان برخی از بیماری‌ها و آسیب‌های سیستم عصبی را امکان‌پذیر کند.

## نمونه‌های اولیه
- در اواخر سال ۲۰۲۱، دانشمندان، از جمله دو نفر از آزمایشگاه‌های کورتیکال، نشان دادند که سلول‌های مغزی رشد یافته که در سیستم‌های دیجیتال ادغام شده‌اند، می‌توانند وظایف هدف‌دار را با امتیاز عملکرد انجام دهند. به‌طور خاص، سلول‌های مغز انسان یادگرفتند که یک پنگ شبیه‌سازی شده (از طریق تحریک الکتروفیزیولوژیک) بازی کنند که سریع‌تر از سیستم‌های هوش ماشینی شناخته‌شده یادگرفتند، البته در سطح مهارت پایین‌تری نسبت به هوش مصنوعی و انسان‌ها. علاوه بر این، این مطالعه نشان می‌دهد که «اولین شواهد تجربی» از تفاوت‌ها در ظرفیت پردازش اطلاعات بین نورون‌های گونه‌های مختلف را فراهم می‌کند، زیرا سلول‌های مغز انسان بهتر از سلول‌های موش عمل می‌کنند.[۳۲][۳۳][۳۴]
- همچنین در دسامبر ۲۰۲۱، محققان مؤسسه تحقیقات پلیمری ماکس پلانک، توسعه الکترونیک نورومورفیک کم‌مصرف آلی را گزارش کردند که آن‌ها را در یک ربات ساختند و آن را قادر می‌سازد تا به‌جای شبیه‌سازی، به صورت حسی-حرکتی در دنیای واقعی بیاموزد. برای این تراشه، از پلیمرها استفاده شد و با ژل غنی از یون پوشانده شد تا ماده بتواند بار الکتریکی را مانند نورون‌های واقعی حمل کند.[۳۵][۳۶]
- در سال ۲۰۲۲، محققان مؤسسه تحقیقاتی ماکس پلانک برای تحقیقات پلیمری، یک نورون منفجر کننده مصنوعی مبتنی بر پلیمرها را نشان دادند که در مرطوب‌افزار بیولوژیکی عمل می‌کند و امکان عملکرد هم افزایی بین اجزای مصنوعی و بیولوژیکی را فراهم می‌کند.[۳۷][۳۸]

## شرکت‌های فعال در محاسبات wetware
سه شرکت به‌طور خاص روی محاسبات مرطوب‌افزار با استفاده از نورون‌های زنده تمرکز می‌کنند:
- FinalSpark، سوئیس، در سال ۲۰۱۴ تأسیس شد
- کونیکو، ایالات متحده آمریکا، در سال ۲۰۱۵ تأسیس شد
- Cortical Labs، استرالیا، در سال ۲۰۲۰ تأسیس شد